# 알 만수르 칼라운
칼라운(이집트 아랍어: قلاوون}), 1222년 ~ 1290년)은 이집트의 맘루크 왕조의 제8대 술탄(재위：1279년 ~ 1290년)이다. 이름이 길어서 줄인 명칭인 만수르 칼라운이라고도 불린다.

## 생애
그는 킵차크족 출신의 투르크인 노예였다. 제5대 술탄 바이바르스에게 발탁되었고, 칼라운은 바이바르스의 부하가 되었다. 물론, 칼라운 자신도 역량이 있었기 때문이지만, 바이바르스가 그가 같은 투르크 출신이라는 점이 들었고, 바이바르스는 칼라운을 시중으로 삼았다. 대 몽골전이나 시리아·팔레스타인 방면의 전투로 무공을 쌓고, 바이바르스에게 중용되었고, 마침내는 바이바르스의 아들 바라카과 자신의 딸의 결혼이 성사가 되어 외척이 되는 등, 두각을 나타냈다.
1277년에 바이바르스가 사망하자, 외척관계였던 바이바르스의 아들 바라카가 뒤를 이었지만, 1279년에는 쿠데타를 일으켜 술탄의 자리로부터 강제로 퇴위시켰다. 새로운 술탄에는 바라카의 남동생 사라미슈를 옹립했지만, 이것은 스스로 술탄이 되기 위한 준비 기간을 벌기 위해서 옹립한 괴뢰 군주에게 지나지 않았고, 바라카를 폐위하고는 100일 후에 바이바르스 일파등 자신의 반대파를 숙청하면서, 사라미슈도 폐위를 시키고 스스로 술탄으로서 즉위했던 것이다.
칼라운은 은혜를 주었던 바이바르스의 아들들을 연달아 폐위한 것으로부터, 국내에서는 찬탈자로서 평판이 나빴다. 이 때문에 그는, 스스로의 인기를 얻으려는 행동을 위해서 대외 전쟁에 활로를 찾아내게 된다. 1280년, 시리아 탈환을 목표로 하는 일 한국의 군주 아바카가 인솔하는 군대를 격파하였고, 그 지배권을 확립한다. 또, 십자군의 침공에 대해서도 적극적으로 대응해 싸웠고, 항상 승리를 거두었다. 한층 더 내정에 대해도, 1284년에 만수르 종합병원을 건설해 마디나의 무함마드의 무덤 위에 돔을 쌓았는데 그것이 예루살렘의 바위의 돔이었다. 알렛포나 다마스쿠스의 성채 재건 등, 건축 사업에 힘을 쏟는 등, 대외 전쟁의 승리나 선정에 유의하고, 국민으로부터 인기를 끌었던 것이다.
1290년, 십자군에게 있어서는 마지막 거점에서 만난 악콘의 공략을 준비중에 병사했다. 제위를 아들 할릴이 이었고, 그 악콘 공략은 하릴에 의해서 완수해지고, 십자군과의 싸움은 완전하게 종결을 맞이하게 된다.

## 인물
- 살라딘과 대등한 영웅·바이바르스의 아들을 폐위시킨일에 대해 현재에도 비판이 많고, 일설에 바이바르스의 급사는 카라운에 의한 독살설조차 있다.
- 맘루크 왕조는 세습제가 아니고, 당시에 실력자가 술탄에 즉위하는 것이 흔하게 이루어졌다. 그러나 카라운가 좋은 이미지를 보여주기 위해 선정을 행했기 때문에, 카라워의 일족은 그의 고손 앗 살리프가 1390년에 폐위될 때까지, 한세기에 걸쳐 왕조를 지배하게 된다.